# Dysderina caeca
Dysderina caeca är en spindelart som beskrevs av Birabén 1954. Dysderina caeca ingår i släktet Dysderina och familjen dansspindlar. Inga underarter finns listade i Catalogue of Life.